# The O.C. Supertones
I The Orange County Supertones (detti anche The O.C. Supertones o The Supertones) erano un gruppo ska punk - christian punk proveniente dalla Contea di Orange (California).  La band fu messa sotto contratto dalla Tooth & Nail Records prima di diventare indipendente per il loro tour di addio. Gli OC Supertones furono uno dei primi gruppi di christian ska ad avere un grande successo.

## Formazione

### Finale
- Matt Morginsky - voce (1995 - 2005)
- Daniel Spencer -  trombone (1997 - 2005)
- Ethan Luck -  chitarra (2000 - 2005) in Saved (1993-1995)
- John Wilson - batteria (2002 - 2005)
- Chris Beaty (ex Seven Day Jesus) - basso (2003 - 2005)
- Bret Barker (ex The W's) - tromba (2004 - 2005)

### Ex componenti
- Tony "Toneman" Terusa - basso (1995 - 2002)
- Kevin "Slim" Chen - chitarra (1995 - 1997)
- Jason Joel Lautenschleger - sassofono (1996 - 1997)
- Brian "Bronson" Johnson - chitarra (1999)
- Dave Chevalier - sassofono (1996 - 1998)
- Jason Carson - batteria (1995 - 2000)
- Darren "Chief" Mettler - tromba (1995 - 2004)
- Adam Ferry - batteria (2000 - 2001)

## Discografia

### Album di studio
- 1996 - The Adventures of The O.C. Supertones
- 1997 - Supertones Strike Back
- 1999 - Chase the Sun
- 2000 - Loud and Clear
- 2002 - Hi-Fi Revival
- 2002 - Live! Vol. 1
- 2004 - Revenge of the O.C. Supertones
- 2005 - Unite

### Compilation
- Any Given Day
- Veggie Rocks!
- Tooth and Nail 4th anniversary Box Set
- Tooth and Nail 10th anniversary Box Set
- Art Core Vol.2
- Cheapskates Vol. 2
- Cheapskates Vol. 3
- Cheapskates Vol. 4
- X 2003
- Moms Like Us Too Vol. 1
- Happy Christmas Vol. 1
- Happy Christmas Vol. 2
- Seltzer Vol. 1
- Seltzer Vol. 3
- WOW 1999
- WOW 2000
- Dominate in 98
- Steady Sounds From The Underground
- BEC Sampler Vol. 1
- Songs from the penalty box Vol. 2
- No Lies

## Compilation video
- Supertones at the Movies
- Hi-Fi Revival DVD
- See Spot Rock